# 한국여성과학기술인지원센터
한국여성과학기술인지원센터(韓國女性科學技術人支援센터, Center for Women in Science, Engineering, and Technology, WISET)는 여성과학기술인의 육성과 지원을 위한 정책사업을 수행하는 과학기술정보통신부 지정기관으로 2013년 1월 4일 독립 법인화하였다.

## 목적
여성과학기술인 육성 및 지원에 관한 법률 제14조 1항

## 연혁
- 2012년 12월 27일: 한국여성과학기술인지원센터 법인설립 발기인총회, 교육과학기술부 공익재단법인 설립 허가증 교부
- 2013년 1월 4일: (재)한국여성과학기술인지원센터 법인 설립

## 조직

### 이사회 (이사)
- 감사

#### 소장
정책연구센터

##### 경영기획실
- 경영혁신팀
- 기획예산팀
- 창업진흥팀
- 대외협력·홍보팀

##### 정책사업실
- 인재육성팀
- R&D경력복귀지원팀
- 아카데미팀